# Bublîkove, Bilopillea
Bublîkove (în ucraineană Бубликове) este un sat în comuna Hurînivka din raionul Bilopillea, regiunea Sumî, Ucraina.

## Demografie
Componența lingvistică a localității Bublîkove
     Ucraineană (97,62%)
     Rusă (2,38%)
Conform recensământului din 2001, majoritatea populației localității Bublîkove era vorbitoare de ucraineană (97,62%), existând în minoritate și vorbitori de rusă (2,38%).